# Bet-at-home Cup Kitzbühel 2012
La Bet-at-home Cup 2012 è stato un torneo di tennis maschile giocato sulla terra rossa. Si tratta della 67ª edizione dell'evento in passato noto come Austrian Open Kitzbühel, appartenente alle ATP World Tour 250 series nell'ambito dell'ATP World Tour 2012. Si è giocato al Tennis Stadium Kitzbühel di Kitzbühel, in Austria, dal 22 al 28 luglio 2012. Dal 2011 il torneo prende il nome del bookmaker bet-at-home.com.

## Partecipanti

### Teste di serie
| Giocatore              | Nazione     | Ranking* | Testa di serie |
| ---------------------- | ----------- | -------- | -------------- |
| Philipp Kohlschreiber  | Germania    | 22       | 1              |
| Florian Mayer          | Germania    | 23       | 2              |
| Robin Haase            | Paesi Bassi | 42       | 3              |
| Albert Ramos Viñolas   | Spagna      | 46       | 4              |
| Martin Kližan          | Slovacchia  | 59       | 5              |
| Guillermo García López | Spagna      | 70       | 6              |
| Ernests Gulbis         | Lettonia    | 72       | 7              |
| Blaž Kavčič            | Slovenia    | 77       | 8              |

*Le teste di serie sono basate sul ranking al 16 luglio 2012.

### Altri partecipanti
I seguenti giocatori hanno ricevuto una wildcard per il tabellone principale:
- Martin Fischer
- Andreas Haider-Maurer[1]
- Dominic Thiem

I seguenti giocatori sono passati dalle qualificazioni:

- Antonio Veić
- Philipp Oswald
- Attila Balázs
- Pavol Červenák

## Campioni

### Singolare
Robin Haase ha sconfitto in finale  Philipp Kohlschreiber per 6(2)–7, 6-3, 6-2.
- È il secondo titolo in carriera per Haase dopo quello vinto nel 2011 sempre a Kitzbühel.

### Doppio
František Čermák /  Julian Knowle hanno sconfitto in finale  Dustin Brown /  Paul Hanley per 7–6(4), 3-6, [12-10].